# MEGALOPOLIS PATROL
MEGALOPOLIS PATROL（メガロポリス パトロール）は、SOUL'd OUTの15枚目のシングルである。2007年9月5日にSMEレコーズより発売された。

## 概要
- SOUL'd OUT初のシングル3か月連続リリース企画の第1弾である[2]。
- 日本武道館 〜Tour 2007 "Single Collection"〜のライブで初披露。楽曲は去年の夏に既に完成していた。
- PVはハリウッドの一流スタッフ、SIGHT ENTERTAINMENTが手がけたものである。また、3か月連続リリース作品のPVは全てSIGHT ENTERTAINMENTが制作しており、ストーリーも続いている。
- なお、このシングルから「SOUL'd OUT第二章」が謳われている。
- 3曲目のMinneapolis ControlはMEGALOPOLIS PATROLのリミックスであり、Shinnosukeが手がけている。

## 収録曲
1. MEGALOPOLIS PATROL (5:26)
2. Paraluxx (4:38)
3. Minneapolis Control (5:43)

作詞：Diggy-MO'，Bro.Hi　作曲：Diggy-MO'，Shinnosuke　編曲：Shinnosuke

## 収録アルバム
- ATTITUDE（#1）
- Movies&Remixies 4（#3）

## タイアップ
MEGALOPOLIS PATROL
アニマックス系テレビアニメ『ブーンドックス』日本版テーマソング
日本テレビ系「サッカーアース」テーマソング